# Nordatlantens Brygge

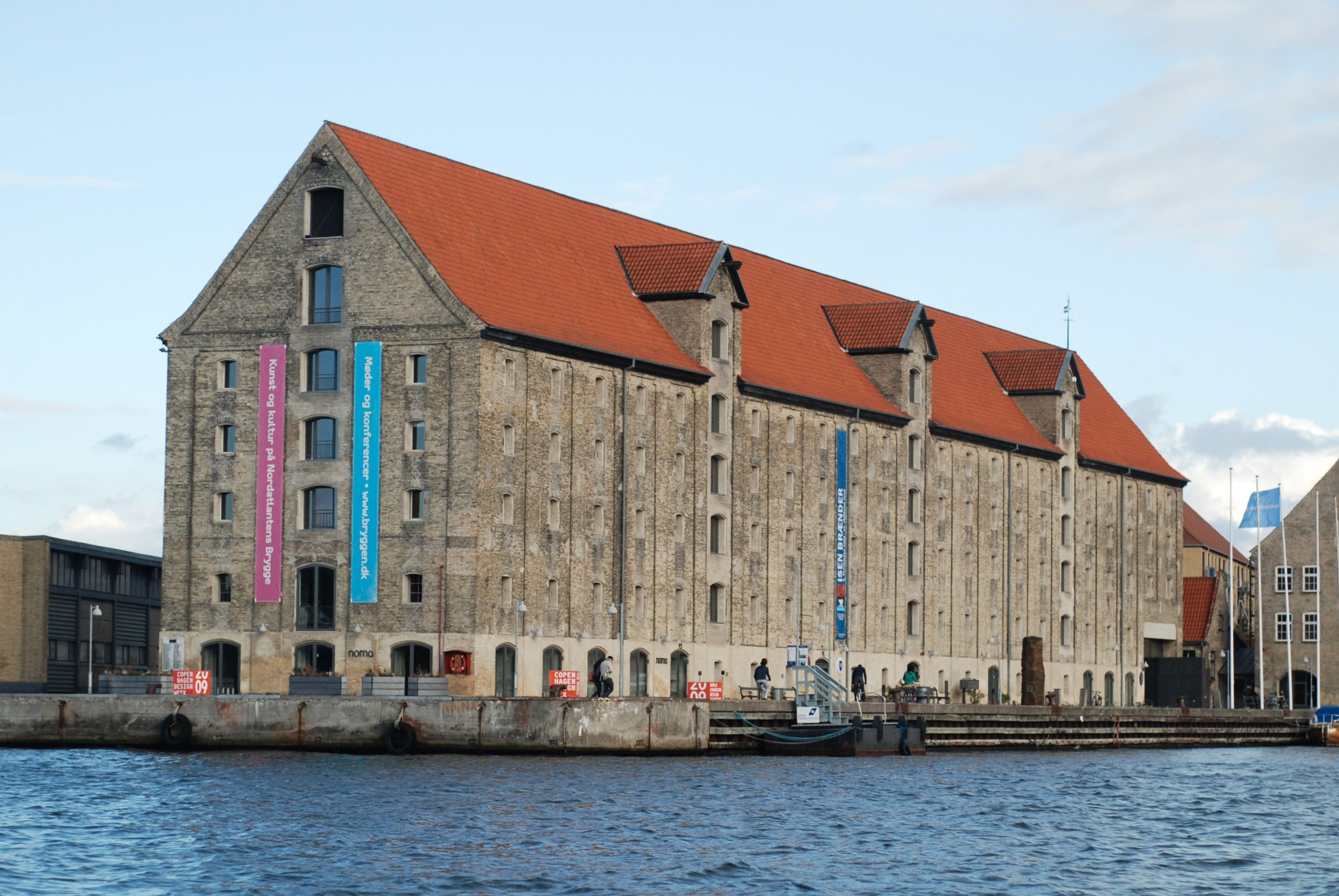
Nordatlantens Brygge vom Hafenkanal aus gesehen

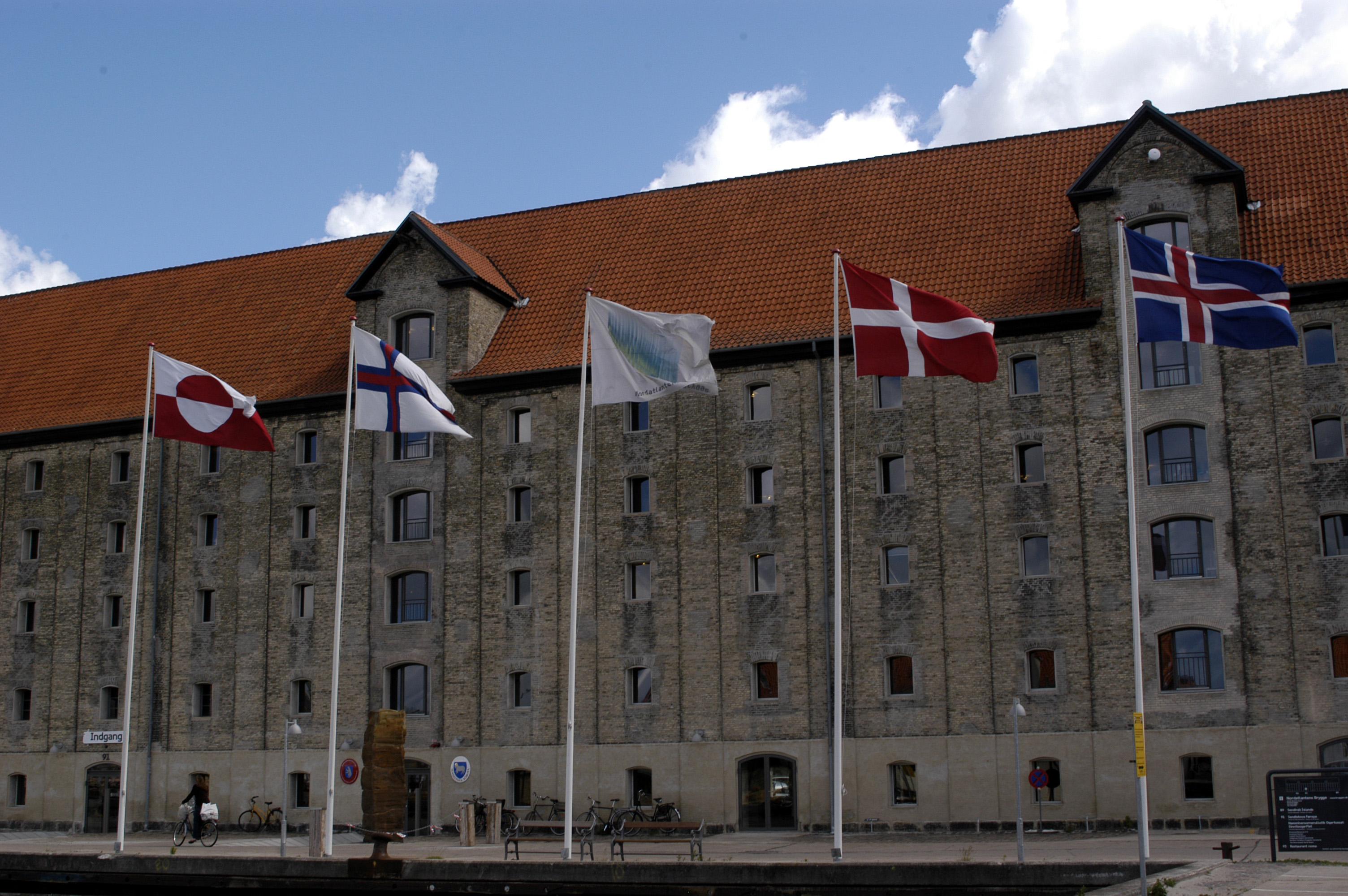
Vor dem Haus wehen die Flaggen Grönlands, der Färöer, von Nordatlantens Brygge, Dänemarks und Islands

Nordatlantens Brygge ist ein Kulturzentrum im Hafengebiet von Christianshavn in Kopenhagen. Seit 2003 wird in dem ehemaligen Speicher Gegenwartskunst und Kultur von den Färöern, Grönland und Island präsentiert. Des Weiteren sind im Speicher die diplomatischen Vertretungen der drei Länder des Westnordischen Rates untergebracht, das heißt die isländische Botschaft sowie die Vertretungen Grönlands und der Färöer. Ebenso sind etliche Unternehmen und Organisationen mit Bezug zum Nordatlantik und der Arktis im Gebäude ansässig.

## Geschichte

### Vorgeschichte
Die Strandgade, an deren nördlichen Ende sich Nordatlantens Brygge befindet, war eine der wichtigsten Straßen des im 17. Jahrhundert von König Christian IV. angelegten Stadtteils Christianshavn. Das nördliche Ende der Strandgade war jedoch lange unbebaut und teilweise überflutet. In den 1730er Jahren legte der Kaufmann Andreas Bjørn die Gegend trocken und schuf eine Insel, die anfangs nach ihm den Namen Bjørnsholm trug. 1747 gründete Andreas Bjørn gemeinsam mit Ulrik Frederik von Suhm und Frederik Holmsted Det Almindelige Handelskompagni, die den dänischen Kolonialhandel in Grönland, Island, den Färöern und der Finnmark übernehmen sollte. Die Kompanie wurde auf der von ihm errichteten Insel untergebracht, auf der er selbst eine große Werft betrieb. Ab den 1750er Jahren wurden mehrere Lagergebäude auf der Insel errichtet, um die Handelswaren aus den Kolonien lagern zu können. So entstand 1750 Eigtveds Pakhus und 1760 Wilders Pakhus. Beide Gebäude waren nach Entwürfen von Johan Christian Conradi entstanden.

### Das große Packhaus
Derselbe entwarf den 1767 fertiggestellten 6700 m² großen Speicher, der anfangs Det Islandske Pakhus, und später Det Grønlandske Pakhus hieß. Daneben wurde auch Det Store Pakhus benutzt. Als die Kompanie 1774 konkurs ging, wurde Den Kongelige Grønlandske Handel gegründet, um den grönländischen Handel zu übernehmen. Später wurden weitere angrenzende Gebäude errichtet. Der Platz, auf dem die Gebäude liegen, erhielt nach der Handelskompanie den Namen Den Kongelige Grønlandske Handels Plads und von hier aus liefen für rund 200 Jahre die Schiffe nach Grönland aus. Nach dem Zweiten Weltkrieg wurde Grönland dekolonisiert und im Zuge der G50-Politik modernisiert. Dies führte zu einem deutlich größeren Verkehrsaufkommen auf dem Platz, sowohl mit Schiffen als auch mit LKWs. Anfang der 1970er Jahre waren die Verkehrs- und Platzprobleme so groß geworden, dass man beschloss, den Frachtschiffverkehr nach Grönland nach Aalborg zu verlagern.

### Umnutzung zum Kulturzentrum
Damit verloren der Platz und die Speichergebäude ihre Funktion. Nachdem der KGH Anfang der 1980er Jahre auch seine letzten Aktivitäten in der Strandgade aufgegeben hatte, wurde das Gebiet an die dänische Zollbehörde übergeben. 1992 richteten sich das Dansk Polarcenter, das Arktisk Institut und das damalige Institut für Eskimologie der Universität Kopenhagen ihm angrenzenden Krøyers Pakhus ein, das heute als Det Arktiske Hus bekannt ist. Der ehemalige Direktor des Dansk Polarcenter, Morten Meldgaard, und der damalige Direktors der Zoll- und Steuerbehörde, Kaj Elkrog, hatten 1997 die Idee, das große Packhaus in ein Kulturzentrum umzuwandeln. Gemeinsam mit der ehemaligen isländischen Präsidentin Vigdís Finnbogadóttir gründeten sie 1999 das Komitéen til Udviklingen af Den Nordatlantiske Brygge, in dem Vertreter aus Politik, Verwaltung und kulturellen Institutionen aus Grönland, den Färöern, Island und Dänemark die Ausgestaltung des Gebäudes koordinierten. Im Jahr 2000 wurde das Komitee durch die Stiftung Den Nordatlantiske Brygge ersetzt, die das Kulturzentrum heute betreibt. Die Kosten beliefen sich auf 125 Mio. Dänischen Kronen, von denen 45 Mio. vom dänischen Staat in Form des Gebäudes selbst, sowie als Renovierungskosten 20 Mio. vom A. P. Møller-Fond und 60 Mio. aus Island, Grönland und den Färöern kamen. Nach der Renovierung des Speichers wurde Nordatlantens Brygge im November 2003 schließlich eröffnet.

## Architektur
Das Gebäude hat fünf Etagen und hat eine Länge von 23 Fenstern. Das Erdgeschoss ist von außen sandfarben verputzt, während die Obergeschosse unverkleidet sind. Auf dem Gebäude befindet sich ein rot geziegeltes Satteldach. Auf beiden Seiten befinden sich je drei Zwerchhäuser. An den Giebeln und Zwerchhäusern befinden sich Dachwinden, die zu den früheren großen Öffnungen auf jeder Etage führten, welche heute verglast sind. Am südöstlichen Ende des Gebäudes befindet sich ein Durchgang, der etwa in den 1960er Jahren eingerichtet wurde, um LKWs bessere Wendemöglichkeiten zu geben. Er ist heute verglast. Im Inneren des Gebäudes sind die ursprünglichen tragenden Holzbalken überall deutlich zu sehen.

## Einrichtungen
Nordatlantens Brygge veranstaltet im Gebäude regelmäßig Ausstellungen, Konzerte, Diskussionsrunden, Seminare und andere Events mit Bezug zu Grönland, den Färöern und Island. Es wird ein Schuldienst angeboten, um Schulklassen über die Geschichte der nordatlantischen Inseln zu informieren.
Im Gebäude sind zahlreiche weitere Institutionen untergebracht. Island hat seine dänische Botschaft dort, ebenso wie Grönland und die Färöer ihre diplomatischen Vertretungen dort eingerichtet haben. Unter anderem die isländische Reederei Eimskip, das grönländische Naturinstitut Pinngortitaleriffik und das staatliche Tourismusunternehmen Visit Greenland haben Büros in Nordatlantens Brygge. Von 2003 bis 2016 befand sich im Erdgeschoss das vom Michelin ausgezeichnete Sternerestaurant Noma, das die britische Zeitschrift Restaurant Magazine zwischen 2010 und 2014 viermal zum „Besten Restaurant der Welt“ kürte. Seit 2017 befindet sich dort das auf nordatlantische Speisen ausgerichtete Restaurant Barr.